# ميشال دوريس
```
ميشال دوريس
 
(
بالسلوفينية
: 
Michal Ďuriš
)‏
 (ولد بتاريخ 
1 يونيو 1988
(
1988-06-01
)
) هو 
لاعب كرة قدم
، من 
سلوفاكيا
، ولد في 
أوهرسكه هراديشتيه
، شارك في 
بطولة أمم أوروبا 2016
. يلعب 
كمهاجم
.
```

## وصلات خارجية
- اللاعب ميشال دوريس على موقع كووورة.
- Viktoria Plzeň profile (بالتشيكية)
- ميشال دوريس على موقع الاتحاد الدولي (مؤرشف)  (الإنجليزية)
- ميشال دوريس على موقع الاتحاد الأوربي (الإنجليزية)
- ميشال دوريس على موقع قاعدة بيانات كرة القدم.إي يو (الإنجليزية)
- ميشال دوريس على موقع ناشيونال فوتبول تيمز (الإنجليزية)
- ميشال دوريس على موقع Soccerway.com (الإنجليزية)
- ميشال دوريس على موقع عالم كرة القدم.نت (الإنجليزية)
- ميشال دوريس على موقع كووورة
- ميشال دوريس على موقع AS.com (الإسبانية)

 (بالإنجليزية)